# Klaudiusz Reder
Klaudiusz Reder (ur. 24 października 1895 we Lwowie, zm. 16 lipca 1979 w Anglii) – pułkownik artylerii Wojska Polskiego.

## Życiorys
Urodził się 24 października 1895 we Lwowie. 
W czasie I wojny światowej walczył w szeregach Pułku Armat Polowych Nr 30, który w 1916 został przemianowany na Pułk Armat Polowych Nr 24, a dwa lata później na Pułk Artylerii Polowej Nr 24. Na stopień porucznika został mianowany ze starszeństwem z 18 sierpnia 1915, a na stopień nadporucznika ze starszeństwem z 1 maja 1917 w korpusie oficerów artylerii górskiej i polowej.
W listopadzie 1918 brał udział w obronie Lwowa w ramach wojny polsko-ukraińskiej. Jako były oficer c. i k. armii został przyjęty do Wojska Polskiego dekretem Naczelnego Wodza Wojsk Polskich z dnia 20 maja 1919 i zatwierdzony w stopniu porucznika ze starszeństwem z dniem 1 maja 1917, po czym rozkazem Ministra Spraw Wojskowych również z dnia 20 maja 1919 otrzymał przydział do 4 pułku artylerii polowej we Lwowie. W maju 1922 został awansowany na kapitana artylerii ze starszeństwem z dniem 1 czerwca 1919. W 1923 i 1924 był oficerem zawodowym 5 pułku artylerii polowej we Lwowie. Zarządzeniem Prezydenta RP z 12 kwietnia 1927 awansowany ze starszeństwem z dniem 1 stycznia 1927 na stopień majora artylerii. W marcu 1927 jako oficer 13 dywizjonu artylerii konnej we Lwowie został przydzielony do 6 Okręgowego Szefostwa Artylerii przy Dowództwie Okręgu Korpusu nr VI we Lwowie na stanowisko referenta – bez prawa do należności za przeniesienie. W 1932 był oficerem 12 pułku artylerii lekkiej w Złoczowie. 17 stycznia 1933 prezydent RP nadał mu z dniem 1 stycznia 1933 stopień podpułkownika w korpusie oficerów artylerii i 13. lokatą. Od 14 lutego 1936 był dowódcą 4 dywizjonu artylerii konnej w Suwałkach. W dniu 19 czerwca 1938 objął stanowisko dowódcy 13 pułku artylerii lekkiej w Równem.
Po wybuchu II wojny światowej w okresie kampanii wrześniowej objął dowództwo nad 45 pułkiem piechoty Strzelców Kresowych z Równego, zastępując 7 września 1939 poległego dowódcę, płk. Stanisława Piotra Hojnowskiego i pełnił stanowisko do 11 września. Po przeprawie przez Wisłę od 13 do 27 września 1939 służył w Kwaterze Głównej 13 Kresowej Dywizji Piechoty także z Równego, gdzie był dowódcą artylerii dywizyjnej.
Po przedostaniu się na Zachód wstąpił do Wojska Polskiego we Francji. Tam był dowódcą formowanego od kwietnia 1940 4 pułku artylerii lekkiej, a następnie 2 pułku artylerii lekkiej (po ustąpieniu w maju 1940 ppłk. dypl. Kazimierz Kusia), którym kierował do końca kampanii francuskiej 1940. Następnie był internowany w Szwajcarii, gdzie pełnił funkcje kierownika referatu kursów, referatu propagandy. Był także oficerem łącznikowym i komendantem obozu w Winterthur, po czym w 1944 został odwołany ze stanowiska i uczestniczył w tajnej ewakuacji ze Szwajcarii do Francji. Później, w stopniu pułkownika był dowódcą 14 pułku artylerii lekkiej. Był komendantem Centrum Wyszkolenia Artylerii i dowódcą artylerii I Korpusu Polskiego.
Zmarł 16 lipca 1979 w Anglii. Został pochowany w Londynie. Był żonaty z Zofią Adolfiną z domu Teliczek (zm. w 1984 w Londynie).

## Ordery i odznaczenia
- Krzyż Srebrny Orderu Virtuti Militari nr 9002 za kampanię francuską 1940[28]
- Złoty Krzyż Zasługi – 19 marca 1936 „za zasługi w służbie wojskowej”[29][30]
- Krzyż Zasługi Wojskowej 3 klasy z dekoracją wojenną i mieczami[4]
- Krzyż Wojskowy Karola[4]